# Jean-Pierre Houdin
Jean-Pierre Houdin, född 1951 i Paris, är en fransk arkitekt och författare, känd för sin teori om uppförandet av Cheopspyramiden med hjälp av en intern ramp.

## Teorin om uppförandet av Cheopspyramiden med intern ramp
Jean-Pierre Houdins teori bygger i korthet på att en kortare extern utvändig rak ramp användes för att bygga den nedre tredjedelen av Cheopspyramiden, och att den övre två tredjedelarna uppfördes med sten som transporterades i en intern ramp som stiger spiralformat moturs inuti pyramidkroppen.
Med hjälp av den utvändiga rampen, som når upp till 43 meter över pyramidens fundament, kan 85% av pyramidens volym byggas. Resterande del uppåt av pyramiden byggs av sten som transporterats genom den interna rampen.
Mikrogravimetriska mätningar som gjordes på 1986 visar att Cheopspyramiden innehåller spiralformade områden med lägre densitet i ett mönster som följer Jean-Pierre Houdins teori. Teorin får även stöd av det hålrum som finns längs pyramidens nordöstra kant, som är placerat där den interna rampen enligt Jean-Pierre Houdin har ett hörn. Mätningar 2016 visar att det även finns en sluten hålighet med liknande volym dryg 20 m högre upp längs kanten.

## Videografi
- (2008/2011) Khufu Revealed[9][10]